# IC 383
IC 383 ist eine elliptische Galaxie vom Hubble-Typ E0 im Sternbild Stier auf der Ekliptik. Sie ist schätzungsweise 360 Millionen Lichtjahre von der Milchstraße entfernt und hat einen Durchmesser von etwa 40.000 Lichtjahren. 
Das Objekt wurde am 15. Dezember 1892 vom französischen Astronomen Stéphane Javelle entdeckt.